# Huckelheimer Wald
Huckelheimer Wald – dawny obszar wolny administracyjnie (gemeindefreies Gebiet) w Niemczech w kraju związkowym Bawaria, w rejencji Dolna Frankonia, w regionie Bayerischer Untermain, w powiecie Aschaffenburg. Teren był niezamieszkany. 
1 stycznia 2019 teren obszaru podzielono pomiędzy gminę Kleinkahl (2,35 km²) oraz gminę Westerngrund (4,37 km²).